# Route départementale 152 (Essonne)
Pour les articles homonymes, voir Route départementale 152.
La route départementale 152 est une route départementale située dans le département français de l'Essonne et dont l'importance est aujourd'hui restreinte à la circulation routière locale. Son tracé constitue la liaison routière entre Limours et Brétigny-sur-Orge par Arpajon et la vallée de l'Orge.

## Itinéraire
La route départementale 152 assure la liaison routière entre les trois centres urbains que sont Limours, Arpajon et Brétigny-sur-Orge en suivant la vallée de l'Orge.
- Limours, elle démarre son parcours à l'intersection entre la route départementale 988 et la route départementale 24 avec l'appellation Boulevard du Général Leclerc, traverse la Place Aristide Briand puis devient la Rue Félicie Vallet puis la Rue Maurice Béné avant de prendre la dénomination de Route d'Arpajon jusqu'à sa sortie du territoire.
- Forges-les-Bains, elle traverse le territoire d'ouest en est sans appellation.
- Briis-sous-Forges, elle rencontre la route départementale 97 avec laquelle elle partage une partie du tracé sous l'appellation de Route d'Arpajon puis croise la route départementale 131 pour traverser l'autoroute A10 et la LGV Atlantique.
- Courson-Monteloup, elle traverse la commune d'ouest en est sans appellation.
- Fontenay-lès-Briis, elle entre au sud-ouest par le hameau La Roncière en prenant l'appellation Rue de Saint-Méry après avoir croisé la route départementale 3, elle prend avant de sortir du territoire la dénomination de Rue de la Butte aux Prieurs.
- Bruyères-le-Châtel, elle entre par l'ouest avec l'appellation de Rue de Verville, elle rencontre en centre-ville la route départementale 116 et devient la Rue de la Libération puis bifurque à proximité du centre du Commissariat à l'énergie atomique (CEA) pour prendre la dénomination de Route d'Arpajon jusqu'à sa sortie de la commune.
- Ollainville, elle prend l'appellation de Route de Bruyères puis Rue de la République à son entrée dans le bourg et Route d'Arpajon à sa sortie.
- Arpajon, elle entre par l'ouest et rencontre immédiatement la route nationale 20 sous l'appellation de Route de Limours puis Rue de la Libération. Elle rencontre et partage le tracé de la route départementale 449 sous la dénomination de Boulevard Jean Jaurès pour traverser l'Orge puis arriver à la Porte d'Étampes qui marque l'intersection avec la route départementale 19, elle prend alors l'appellation de Boulevard Abel Cornaton. Elle rencontre ensuite la route départementale 449 et devient le Boulevard Voltaire puis l' Avenue Hoche avant de quitter le territoire.
- Saint-Germain-lès-Arpajon, elle prend la dénomination d' Avenue Salvador Allende puis Route de Corbeil.
- Brétigny-sur-Orge, elle devient la Rue du Docteur Babin puis la Rue Pierre Brossolette pour passer à proximité de la gare de Brétigny avant de devenir la Rue Jules Marquis puis la Rue des Halliers jusqu'à l'intersection avec la route départementale 133 où elle achève son parcours.

## Pour approfondir